# Domenico Guglielmini
Domenico Guglielmini (n. 27 septembrie 1655 la Bologna - d. 27 iulie 1710 la Padova) a fost un matematician, chimist și medic italian.

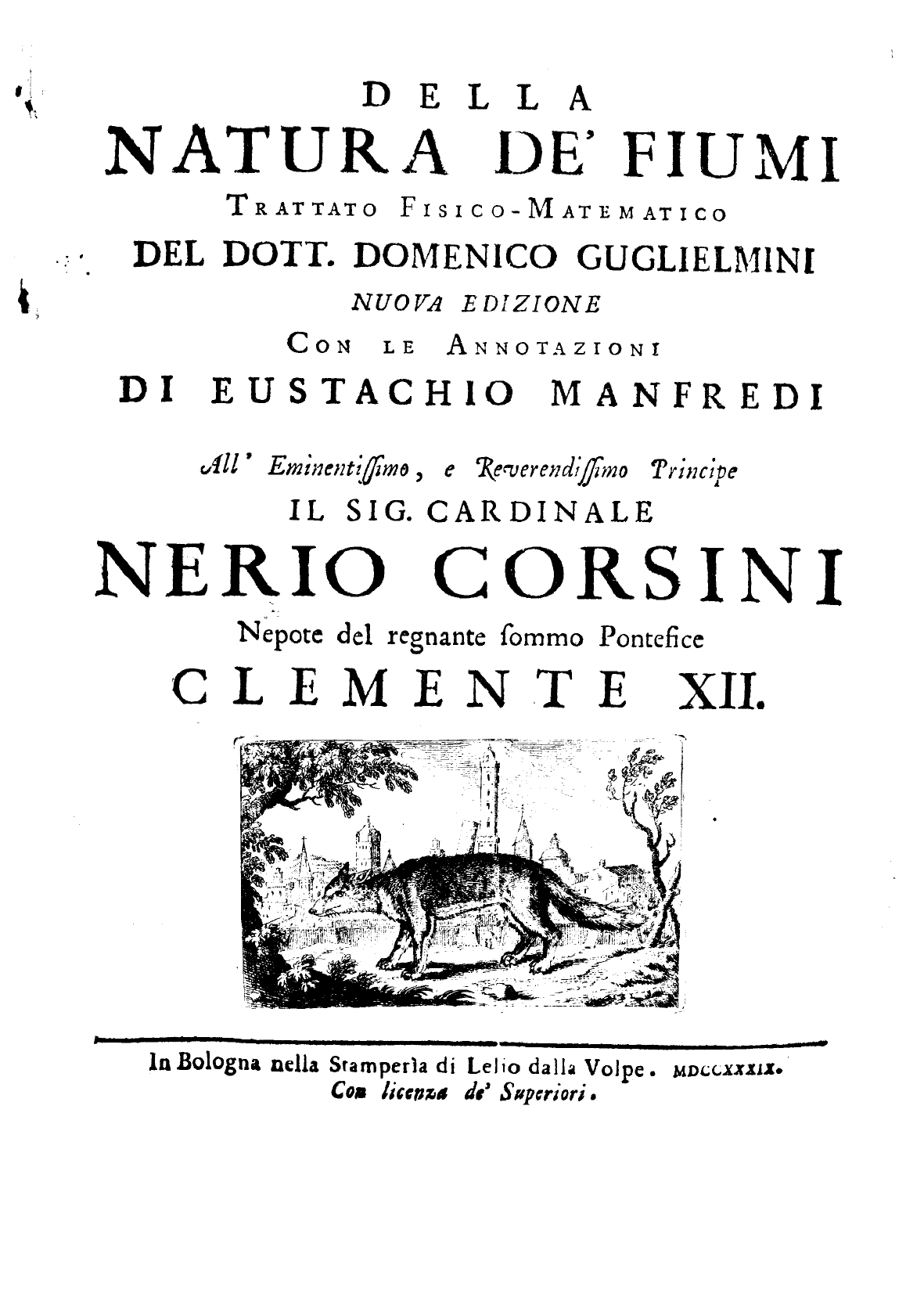
Della natura dei fiumi, 1739

A studiat la Universitatea din Bologna matematica avându-l ca profesor pe Geminiano Montanari și medicina cu Marcello Malpighi, sub îndrumarea căruia, în 1678 obține doctoratul.
Începând cu 1684 este profesor de matematică în același oraș, ca, doi ani mai târziu, Senatul să-i acorde titlul de intendent general al apelor din această regiune.
În urma diferendului apărut între orașele Bologna și Ferrara, în legătură cu cursul apelor, a fost delegat pentru soluționarea acestui litigiu și a furnizat o soluție importantă nu numai pentru aceste orașe, ci și pentru teritoriul Ravenna, întocmind schița respectivă.
A scris o lucrare despre arhitectura apelor, în care s-a ocupat de lucrări hidraulice, de construcția canalelor și ecluzelor, lucrare care, după opinia lui Fontenelle, s-a bucurat de succes.
În anii 1680 - 1688 a studiat originea și formarea cometelor, precum și eclipsa de Soare din 12 iulie 1684.
Papa Clement al IX-lea i-a acordat un titlu de onoare la Roma.

## Scrieri
- 1677: Volantis flammae a D. G. Montanaris, Bononiensis Archigymnasii professore mathematico, optice, geometrice examinatae Epitropia, conclusiones a D. Guglielmini propagandae (Bologna);
- 1697: Della Natura Fiumi, trattato physico-matematico (Bologna);
- 1719: Opera omnia, mathematica, hydraulica et physica (Geneva).

1. ↑  Domenico Guglielmini, Brockhaus Enzyklopädie, accesat în 9 octombrie 2017
2. 1 2  Domenico Guglielmini, Autoritatea BnF
3. ↑  Domenico Guglielmini, Encyclopædia Britannica Online, accesat în 9 octombrie 2017